# A védelmező
A védelmező (eredeti címe angolul The Equalizer, am. A kiegyenlítő) 2014-ben bemutatott amerikai akciófilm Antoine Fuqua rendezésében. Főszereplői Denzel Washington, Marton Csokas és Chloë Grace Moretz. A film egy 1980-as években futott tévésorozat, a The Equalizer alapján készült.

## Cselekmény
|  | Alább a cselekmény részletei következnek! |

Robert McCall egyike volt a legjobb CIA ügynököknek, de mára visszavonult és elhunyt feleségének megfogadta, hogy hátrahagyja korábbi életét. Azóta Bostonban éli csendes életét és egy Home Mart nevű barkácsáruházban dolgozik, ahol jó barátságban van kollégáival. Felesége halála óta magányos, álmatlan éjszakáit könyvolvasással és a közeli kávézó vendégeként tölti, ahol megismerkedik egy kedves, fiatal utcalánnyal. Miután barátság szövődik köztük, nagyon megviseli, mikor egyszer csak a kórházban látja viszont a lányt, miután a futtatója kegyetlenül megverte. McCall a tisztesség elve szerint él, ezért elmegy a lány futtatójához, Slavihoz, hogy megvásárolja tőle a lány szabadságát. Amikor Slavi durván visszautasítja és sértegeti, McCall közelharc-tudásával nem egész fél perc alatt kegyetlenül megöli a futtatót és annak bandáját.
A bűnözők az orosz maffia tagjai voltak és megölésükkel McCall felborította a szervezet működését, ezért a maffiavezér Vladimir Pushkin a „problémamegoldó” Teddy Rensent küldi a helyszínre, hogy profi módon lásson hozzá az eset felderítéséhez. McCall eközben sem tétlenkedik, hanem az ismerőseinek segít, korrupt rendőrökön, rablókon, és más bűnelkövetőkön vesz elégtételt az általuk elkövetett bűnökért. Rensen hamarosan McCall nyomára bukkan, de az folyamatosan egy lépéssel előtte jár. McCall meglátogatja egykori ügynöktársait, Susan és Brian Plummert Virginiában, akik halottnak hitték a férfit. Megtudja tőlük, hogy Rensen valódi neve Nicolai Itchenko és egy volt Szpecnaz-tag, jelenleg pedig egy titkosrendőrség vezetője.
Bostonba visszatérve McCall elfogja Frank Masterst, a Pushkin által pénzelt korrupt rendőrt és arra kényszeríti, segítsen neki tönkretenni Pushkin egyik helyi pénzmosó üzletét. McCall találkozik Itchenkóval egy étteremben és közli vele, hogy porig fogja rombolni a maffiózó bűnbirodalmát. Amikor McCall felrobbantja Pushkin egyik csempészéshez használt tartályhajóját, a maffiavezér elrendeli a férfi megölését. Itchenko és emberei megrohamozzák a Home Martot és túszul ejtik McCall munkatársait. McCall a helyszínre érkezik és munkatársa, a biztonsági őr Ralph segítségével kiszabadítja a túszokat. Ezután a boltban található eszközökkel rögtönzött csapdákat felállítva egyenként lemészárolja Itchenko embereit. Legvégül szembetalálja magát Itchenkóval is, akit egy szögbelövővel végez ki.
McCall Moszkvába utazik, behatol Pushkin házába és csapdába csalja, mely halálos áramütést mér a férfira. Bostonba visszatérve McCall találkozik Alinával, aki felépült sérüléseiből, legális munkát talált magának és olvasni is elkezdett. Alina köszönetnyilvánítása után McCall úgy dönt, képességeit kiaknázva folytatja mások megsegítését és felad egy online hirdetést, melyben bajbajutott embereknek ajánlja fel szolgálatait. Hamarosan meg is érkezik az első segélykérés.
|  | Itt a vége a cselekmény részletezésének! |

## Szereplők
| Szerep                        | Színész            | Magyar hang       |
| ----------------------------- | ------------------ | ----------------- |
| Robert McCall                 | Denzel Washington  | Kálid Artúr       |
| Alina/Teri                    | Chloë Grace Moretz | Lamboni Anna      |
| Teddy Rensen/Nicolai Itchenko | Marton Csokas      | Haás Vander Péter |
| Brian Plummer                 | Bill Pullman       | Laklóth Aladár    |
| Susan Plummer                 | Melissa Leo        | Csere Ágnes       |
| Frank Masters                 | David Harbour      | Király Attila     |
| Ralphie                       | Johnny Skourtis    | Elek Ferenc       |
| Slavi                         | David Meunier      | Zámbori Soma      |
| Mandy                         | Haley Bennett      | Bozó Andrea       |
| Jenny                         | Anastasia Mousis   | Makay Andrea      |
| Pederson                      | James Wilcox       | Epres Attila      |
| Harris nyomozó                | Robert Wahlberg    | Pál András        |
| Jay                           | Rhet Kidd          | Baráth István     |
| Marcus                        | Allen Maldonado    | Gacsal Ádám       |
| Vladimir Pushkin              | Vladimir Kulich    | Vass Gábor        |
| Itchenko embere               | Dan Bilzerian      | nem szólal meg    |
| Remar                         | Mike O'Dea         | Renácz Zoltán     |
| vezető nyomozó                | E. Roger Mitchell  | Reviczky Gábor    |
| kiszolgáló                    | Steve Sweeney      | Beratin Gábor     |
| Gilly nyomozó                 | Timothy John Smith | Moser Károly      |
| Kicsi John Looney             | Shawn Fitzgibbon   | Törköly Levente   |